# Tim Haars
Tim Haars ('s-Hertogenbosch, 6 november 1981) is een Nederlands acteur. Hij is bekend geworden met de rol van Gerrie van Boven in het sketchprogramma New Kids (voorheen New Kids on the Block). Ook speelde hij hoofdrollen in onder andere Ron Goossens, Low Budget Stuntman en Bro's Before Ho's. Steffen Haars is zijn oudere broer.

## Biografie
Haars groeide op in Maaskantje. In 2001 begon zijn tv-loopbaan in het sketchprogramma De Pulpshow, waarin hij verschillende rollen speelde. Met dezelfde mensen maakte hij vanaf 2007 het programma New Kids en de daarop gebaseerde succesfilms New Kids Turbo en New Kids Nitro. Zijn personage Gerrie van Boven probeert zichzelf voortdurend te bewijzen tegenover zijn vrienden, maar dit gaat meestal niet helemaal goed.
Haars speelde ook in korte films en (afleveringen van) enkele andere series, waaronder het derde seizoen van Van God Los. Daarnaast is hij ook werkzaam als tv-presentator, wat begon met twee seizoenen van 6pack (vanaf 2005). Sinds februari 2010 heeft hij kinderprogramma's gepresenteerd bij Villa Achterwerk van de VPRO. Ook werkte  hij mee aan programma's op de tv-zender Veronica.
Haars nam deel aan verschillende realityseries waarin bekende Nederlanders optraden. Zo was hij in december 2010 te zien bij de KRO in Stinkend, beroemd en dakloos. Hierin verruilen vier bekende Nederlanders voor een week hun luxeleven voor een zwerversbestaan. In 2013 deed hij mee aan het AVRO-programma Wie is de Mol?. Hij viel af in aflevering 3, waarna hij weer terug werd gebracht in het spel. In aflevering 5 lag Haars definitief uit het spel.
In 2024 zong Haars als zijn personage Gerrie van Boven uit New Kids een regel in het lied Europapa, de inzending van Joost Klein voor het Eurovisiesongfestival 2024. Haars schreef ook mee aan het nummer.

## Trivia
- In het jaar 2021/2022 deed hij mee aan het programma Special Forces VIPS, waarin hij samen met Nouchka Fontijn de finale bereikte en volbracht.

## Filmografie

### Als acteur
- De Pulpshow (2001)
- De Staat van Verwarring op de VPRO (2006)
- New Kids (2007-2009), als Gerrie van Boven
- Striptease (2008)
- Don-E (2009), als Marcus (korte film)
- Floor Faber (2009)
- Circus (2010)
- New Kids Turbo (2010), als Gerrie van Boven
- 44/45 (2010), als Hans (korte film)
- Arts  (2011), als Ton van de Westelaken (korte film)
- New Kids Nitro (2011), als Gerrie van Boven
- Paardenkracht (2013), als Maurice (korte film)[1]
- Van God Los (2013), als Frenk (een aflevering)
- Bro's Before Ho's (2013), als Max
- Bureau Raampoort (2014-2015), als Jacob Holm (acht afleveringen)[2]
- Flikken Maastricht (2015), als Adrie Langedam (een aflevering)
- Familieweekend (2016), als Benjamin
- Ron Goossens, Low Budget Stuntman (2017), als Ron Goossens
- Taal is zeg maar echt mijn ding (2018), als topkok
- Undercover (2019), als Remco Engels (een aflevering)
- Random Shit (2019), als Bob/George (een aflevering)
- Drunk History: Bezopen Verhalen (2019), als Jan Brouwers (een aflevering)
- Milkshake (2019), als fietsdepotmedewerker (korte film)
- De toekomst is fantastisch (2019), als Antoine
- Kerst bij Koosje (2019), als Rick (vijf afleveringen)
- Kerstgezel.nl (2020), als Joep (twee afleveringen)
- Ferry (2021), als Remco
- Dwaalspoor (2021), als Niek (televisiefilm)
- Agent Hamilton (2022), als Arjen (twee afleveringen)
- A Pink Moon Comes (2022, korte film)
- Oogappels (2022-2023), als Willem
- Kerstappels (2022), als Willem (televisiefilm)
- Eerste hulp bij Kerst (2023),  als Raymond
- Medisch Centrum West (2024), als Steve
- De jackpot (2024), als Tony
- Dit is geen kerstfilm (2024), als Clemens

### Als presentator
- 6pack (2005-2006)
- Nachtzender NOX (2007)
- Nickelodeon (2008)
- Dier vermist in Villa Achterwerk van de VPRO (2010)
- Proefles in Villa Achterwerk (2011)
- Lauren en Tim zijn de BOB op Veronica (2012)
- Rare jongens in Villa Achterwerk (2012)
- Veronica goes Couchsurfing op Veronica (2012)
- Veronica's nachtwacht op Veronica (2013)
- Groeten van MAX, als presentator van een wekelijkse rubriek (2014)

### Als deelnemer
- Hints (2010)
- Wie is de Mol? (2013), hij viel als vierde af
- Atlas (2014)
- Jan is de Beste (2015), hij won de aflevering van Jan Versteegh
- De gevaarlijkste wegen van de wereld met Frits Sissing (2018)
- Britt's Beestenbende (2020)
- Special forces VIPS (2022), hij voltooide alle opdrachten en haalde daarmee de finale

- Gemeinsame Normdatei: 1043194088
- International Standard Name Identifier: 0000 0004 1996 7553
- MusicBrainz: 3a37ad3a-e65b-423a-915e-2544af3156b7
- Virtual International Authority File: 305323615
- WorldCat: E39PBJymCW9GB3Y9T3hMgGYXVC